# Jan Pernikář
Jan Pernikář (1. ledna 1903 Horní Cerekev – 21. listopadu 1976 Praha) byl československý plukovník generálního štábu, generálmajor české armády in memoriam. Napsal první československou učebnici o navigaci.

## Život
Narodil se v Horní Cerekvi, gymnázium vystudoval v Třeboni. Po složení maturity v roce 1921 vystudoval Vojenskou akademii v Hranicích a Vysokou školu leteckou v Praze. V prostějovském leteckém učilišti v hodnosti štábního kapitána letectva působil jako učitel letecké navigace. Jeho žákem na tomto učilišti byl mj. František Fajtl. Při všeobecné mobilizaci v roce 1938 dělal velitele 47. letky u 3. perutě 4. leteckého pluku. Později emigroval a vstoupil do československé zahraniční armády. Létal u 245. perutě Royal Air Force. V roce 1941 dělal v hodnosti majora československého styčného leteckého důstojníka v Moskvě. Zúčastnil se Slovenského národního povstání.
Po 2. světové válce se vrátil do Československa, kde učil leteckou techniku. V roce 1949 byl postaven mimo službu, později byl zatčen, skoro rok vězněn, degradován a poslán k 51. Pomocnému technickému praporu v Mimoni. Později byl plně rehabilitován.

## Ocenění
- V roce 1994 mu byla in memoriam udělena hodnost generálmajora české armády.[6]
- V roce 2003 byla v Horní Cerekvi na uctění jeho památky odhalena pamětní deska. Pamětní deska se nachází vedle kostela na náměstí na čelní zdi zámecké bašty na objektu s adresou: náměstí T. G. Masaryka 10, 394 03 Horní Cerekev, Česko. Na pamětní desce je nápis: genmjr. JAN PERNIKÁŘ / 1903 – 1976 / Významný válečný letec / a vojenský pedagog / v Čs.republice i v zahraničí. / Zasloužil se o svobodu naší vlasti. / říjen 2003 – zdejšímu rodákovi občané Horní Cerekve[7]
- V roce 2008 byla v Třeboni na uctění jeho památky odhalena pamětní deska,[4] která se nachází na adrese Husova 10, Třeboň I. Na desce je nápis:V tomto domě žil / JAN PERNIKÁŘ / generál letectva, / profesor Vysoké školy válečné / stíhací pilot RAF v bitvě o Anglii / a účastník SNP / *11.1.1903 †21.11.1976 // Město Třeboň 2008[8]